# 4449 Sobinov
A 4449 Sobinov (ideiglenes jelöléssel 1987 RX3) a Naprendszer kisbolygóövében található aszteroida. Ljudmila Ivanovna Csernih fedezte fel 1987. szeptember 3-án.